# Klimaschutzplan 2050
Der Klimaschutzplan 2050 beschreibt die klimaschutzpolitischen Grundsätze und Ziele der deutschen Bundesregierung im Blick auf die Umsetzung des Übereinkommens von Paris, er wurde am 14. November 2016 verabschiedet. Im Rahmen des Paris-Abkommens hat sich die Weltgemeinschaft völkerrechtlich verbindlich zu dem Ziel bekannt, die globale Erwärmung auf deutlich unter 2 Grad Celsius gegenüber dem vorindustriellen Niveau zu begrenzen (sog. Zwei-Grad-Ziel) und darüber hinaus Anstrengungen zu unternehmen, die globale Erwärmung auf 1,5 Grad Celsius zu begrenzen. Hierzu hatte die Europäische Union im Vorfeld der UN-Klimakonferenz in Paris 2015 den Plan eingebracht, EU-weit die Treibhausgasemissionen bis 2050 um 80 bis 95 Prozent gegenüber dem Jahr 1990 zu senken. Der nationale Klimaschutzplan 2050 soll die hierfür erforderlichen Reduktionsschritte aufzeigen. Er wurde am 14. November 2016 vom Bundeskabinett beschlossen. Der Klimaschutzplan 2050 ist die Langfrist-Strategie Deutschlands gemäß Governance-Verordnung der EU, er selbst beinhaltet noch keinen konkreten Maßnahmenplan, er kündigte jedoch an, dass ein in seiner Minderungswirkung quantifiziertes Maßnahmenprogramm im Jahr 2018 vorgelegt werden soll. Das Klimakabinett soll gewährleisten, dass der Klimaschutzplan 2050 umgesetzt wird. Am 9. Oktober 2019 wurde vom Bundeskabinett als Nationaler Energie- und Klimaplan das Klimaschutzprogramm 2030 der Bundesregierung zur Umsetzung des Klimaschutzplans 2050 beschlossen, außerdem der Entwurf eines Bundes-Klimaschutzgesetzes, um die Klimaschutzziele in Deutschland erstmals gesetzlich zu verankern.

## Entwicklung
Um die Akzeptanz des Plans zu erhöhen, wurden – anders als bislang üblich – schon vor der Erarbeitung des Plans Bürgerinnen und Bürger, Verbände, Länder und Kommunen um Ideen und Meinungen gebeten. Dieser öffentliche Dialogprozess wurde am 25. Juni 2015 von Bundesumweltministerin Barbara Hendricks gestartet. Nach Angaben des Bundesumweltministeriums (BMUB) haben bei Bürgerkonferenzen in fünf Städten sowie in einem Online-Dialog rund 500 Bürgerinnen und Bürger insgesamt 77 Vorschläge entwickelt, sowie parallel dazu Bundesländer, Kommunen und Verbände in Fachforen getagt und dabei rund 400 Vorschläge eingebracht. Die resultierenden Maßnahmenvorschläge wurden am 18. und 19. März 2016 bei einer Sitzung im BMUB abschließend beraten. Das BMUB hat das Ergebnis der Beteiligung ausgewertet und einen Entwurf für den Plan erarbeitet, der nach einer Abstimmung mit dem Bundeswirtschaftsministerium seit Ende Juni 2016 vom Kanzleramt geprüft wurde. Nach den Änderungen durch das Kanzleramt wurde vom BMUB am 6. September die Ressortabstimmung eingeleitet. Für die Verbände fand am 27. September eine Anhörung statt, an der NABU, BUND, Greenpeace und WWF aus Protest nicht teilnahmen.
Die Fertigstellung des Klimaschutzplans 2050 war ursprünglich bereits für Sommer 2016 anvisiert worden. Er sollte am 9. November 2016 vom Kabinett beschlossen werden. Eine Einigung kam schließlich am 11. November 2016 und damit rechtzeitig zum Klimagipfel in Marrakesch zustande. Am 14. November 2016 hat dann das Bundeskabinett den von Bundesumweltministerin Barbara Hendricks vorgelegten Klimaschutzplan 2050 im Umlaufverfahren beschlossen. Der Klimaschutzplan wurde in sieben Bereiche unterteilt:
- Klimaschutz in der Energiewirtschaft
- Strategie klimafreundliches Bauen und Wohnen
- Klimaschutz und Mobilität
- Klimaschutz in Industrie und Wirtschaft
- Klimaschutz in der Landwirtschaft
- Klimaschutz in der Landnutzung und Forstwirtschaft
- Übergreifende Ziele und Maßnahmen

Er soll in regelmäßigen Abständen angepasst und fortgeschrieben werden.
Der Plan sieht vor, ein Gremium namens Kommission für Wachstum, Strukturwandel und Regionalentwicklung (oft Kohlekommission genannt) einzusetzen, das „zur Unterstützung des Strukturwandels einen Instrumentenmix entwickelt, der wirtschaftliche Entwicklung, Strukturwandel, Sozialverträglichkeit und Klimaschutz zusammenbringt“. Das Gremium sollte Anfang 2018 seine Arbeit aufnehmen und möglichst bis zum Ende desselben Jahres Ergebnisse vorlegen. Der Naturschutzbund Deutschland bezeichnete den Starttermin als viel zu spät.

## Zielpfad der Bundesregierung
| Handlungsfeld     | Emissionsziel 2030 in Mio. t CO2-Äquivalent | Minderung gegenüber 1990 in % |
| ----------------- | ------------------------------------------- | ----------------------------- |
| Energiewirtschaft | 175 bis 183                                 | 62 bis 61                     |
| Gebäude           | 070 bis 072                                 | 67 bis 66                     |
| Verkehr           | 095 bis 098                                 | 42 bis 40                     |
| Industrie         | 140 bis 143                                 | 51 bis 49                     |
| Landwirtschaft    | 058 bis 061                                 | 34 bis 31                     |
| Teilsumme         | 538 bis 557                                 | 56 bis 54                     |
| Sonstige          | 5                                           | 87                            |
| Gesamtsumme       | 543 bis 562                                 | 56 bis 55                     |

Mit Blick auf das 2-Grad-Ziel hat die EU sich das Ziel gesetzt, bis 2050 den Treibhausgasausstoß gegenüber dem Jahr 1990 um 80–95 % zu reduzieren. In Deutschland besteht weitgehend Konsens, dass dieser Korridor ambitioniert angesteuert werden soll, d. h., es soll ein Reduktionsziel von 90 bis 95 % erreicht werden. Mit den beschlossenen Zwischenzielen von 40 % für 2020, 55 % für 2030 und 70 % für 2040 zielt der Klimaschutzplan 2050 bislang auf eine Reduktion von 85 % im Jahr 2050. Mit der Paris-Erklärung hat sich die Staatengemeinschaft auf einen Zielwert für die Klimaerwärmung von möglichst 1,5 Grad verständigt, der ein früheres Erreichen der Reduktionsziele erfordert.

## Appelle und Kontroversen im Vorfeld
Auf einer Konferenz des Bündnis für die Zukunft der Industrie im Februar 2016 äußerte Wirtschafts- und Energieminister Sigmar Gabriel, er werde aufpassen, „dass das kein Plan wird, der einen Beitrag zur Deindustrialisierung leistet“.
Ein breites Bündnis von über fünfzig Umwelt-, Klima- und Entwicklungsorganisationen (zu dem unter anderem der BUND, Greenpeace, WWF, Nabu, Germanwatch, Brot für die Welt, Misereor und Oxfam gehören), forderte die Bundesregierung im April 2016 auf, die klimapolitischen Anstrengungen zu verschärfen, da mit den bisherigen Maßnahmen die Klimaschutzziele nicht erreicht würden.
Ein zwischen den SPD-Ministerien Wirtschaft und Umwelt entstandener Entwurf wurde von Germanwatch und Greenpeace scharf kritisiert. Die Fraktion der Bündnis-Grünen legte in einem Antrag einen Gegenentwurf vor. Gleichzeitig wurden die Forderungen der beiden Ministerien von der CSU als „Wunschdenken“ eingeordnet. Zunächst wurde erwartet, dass die für Sommer 2016 vorgesehene Verabschiedung durch das Bundeskabinett sich auf September 2016 verzögern würde. Auch Der Spiegel hatte berichtet, dass sich über den Klimaschutzplan 2050 ein ernster Konflikt abzeichnen würde.
Das Bundeskanzleramt plädiert in einer Stellungnahme von Ende Juli 2016 dafür, dass der Klimaschutzplan 2050 nicht über die in der Vergangenheit beschlossenen nationalen Klimaziele hinausgehen soll. Eine vollständige Umstellung der Stromproduktion auf erneuerbare Energien und das Ziel einer weitgehenden Treibhausgasneutralität bis 2050 solle nicht festgeschrieben werden. Die Vorschläge aus dem Entwurf, die potenziell zu Kontroversen führen könnten, sollten noch einmal diskutiert werden, so die Stellungnahme.
Der Deutsche Naturschutzring (DNR) zitiert interne Papiere aus dem Bundeskanzleramt, nach denen nicht mehr auf neue Erkenntnisse des Weltklimarates IPCC reagiert werden soll. Das Kanzleramt würde den Entwurf des Klimaschutzplans konsequent gegen die Wand fahren, so der DNR. Die FAZ hielt den Entwurf des Klimaschutzplans gar für „einstweilen kassiert“.
Die Klima-Allianz Deutschland forderte die Bundesregierung auf, den Entwurf des Klimaschutzplans 2050 nachzubessern, um zu verhindern, dass das „letzte große klimapolitische Vorhaben dieser Bundesregierung … zur Makulatur“ wird.